# Grallaria griseonucha
Grallaria griseonucha là một loài chim trong họ Grallariidae.